# Estancia San Teodoro
La estancia San Teodoro es un establecimiento rural ubicado en la pedanía Villamonte, en el departamento Río Primero en la provincia de Córdoba, Argentina. Fundada a fines del siglo XIX por Teodoro Juan Vicente Stuckert, reconocido botánico suizo, nacido en Basilea en 1852, cuyo herbario fue adquirido por la Universidad Nacional de Córdoba conteniendo numerosas especies, principalmente de fanerógamas de la Provincia de Córdoba descritas como existentes en la Estancia.
Es propiedad de sus bisnietas Verónica Orsi Stuckert, Adriana Orsi Stuckert y sus dos hijos Teodoro Ciampagna y Guillermo Ciampagna (tataranietos de Teodoro Stuckert), quienes heredaron la propiedad de Elena Isolda Stuckert casada con Emilio Orsi, hija del Dr. Guillermo Víctor Stuckert quien era hijo de Teodoro. 
Las tierras que ocupa la Estancia eran originalmente asentamientos de sanavirones y comechingones, quiénes llamaban al lugar como Tacú - Sacate (pueblo del mortero), fueron luego propiedad de un poblador ibérico, Cristóbal de la Cueva cuyo rancho se ubicaba entre Capilla de los Remedios y Capilla de Villamonte. 
Desde comienzos hasta fines del siglo XX o, funcionó la hostería "El Vergel", que recibía a turistas de todo el mundo. Fue destinada a la producción hortícola y frutícola, tiene grandes extensiones de tierra destinadas al cultivo del tomate, pimiento, papa, manzanos, perales e incluso forestaciones de pinares. Estuvo dedicada a la producción lechera en los años ´80, a la agrícola entre los 90 y en la actualidad predomina el cultivo de maní, soja, maíz, sorgo, zapallo, sandía y trigo.     
Guillermo Víctor Stuckert fue un dirigente político y universitario de trascendencia. Nació en 1889 y se graduó en Córdoba de farmacéutico en 1909 y de doctor en medicina en 1913. Fue profesor titular de Química Biológica de la Escuela de Medicina (1919-1946), en 1922 se lo nombró titular de la misma materia en la Universidad del Litoral y en Química Inorgánica en la Escuela de Farmacia (1924-1946), además, estuvo a cargo del Instituto de Química Orgánica de la Universidad de Córdoba y fue presidente del Consejo Provincial de Higiene de Córdoba. Stuckert fue socio del Círculo Médico y socio fundador de la Sociedad de Biología de Córdoba (1934) y descubrió la alfa-fagarina, alcaloide de acción específica sobre la fibrilación del corazón. Tuvo una activa vida política al interior de la Universidad y fue elegido miembro del consejo directivo (1927-1931), vicedecano (1929-1930) y decano (1936-1940). Finalmente, fue un activo militante de la Unión Cívica Radical de Córdoba y fue elegido diputado provincial entre 1919-1921 y 1949-1952. (AAVV, 1955). Tuvo dos hijos, Bernardo Stuckert, también médico y Elena Isolda Stuckert, bioquímica.  

### Origen de la actividad hortícola: Estancia “San Teodoro”
En la Estancia "San Teodoro", durante la propiedad del Dr. Guillermo V. Stuckert, se comenzó a cavar una perforación en el año 1938, cuya característica principal es que tenía 6 m de diámetro, a partir de allí se llegó a la primera, segunda, tercera y cuarta napa, con caños de 6" y 8", hasta los 94 m de profundidad con resultados dispares, obteniéndose un promedio de caudal de 300.000 l/h en la segunda napa, la de mejor rendimiento. Esta particular perforación única en la zona en su época dio origen, acueductos y canales mediante, a una nueva actividad en la zona: la horticultura, ya que con la extracción de ese enorme caudal diario se regaban 80 hectáreas, trabajando la bomba durante 16 hs. en verano y 8 hs. en invierno.35 Cabe mencionar que la Estancia está ubicada al sur de la localidad de Río Primero, en la otra banda del río Suquía y aún quedan en ella restos del esplendor de hace décadas (perforación, acueductos, represas, parte del desmejorado parque arbolado, etc.).  (Obtenido de RIO PRIMERO Su gente y su historia, Derechos de Autor: Municipalidad de Río Primero. 2006)

## Acontecimientos
Filmación del largometraje Hipólito, dirigida por Teodoro Ciampagna, del género dramático, realizada en el año 2011 basada en hechos históricos ocurridos en plaza de la Merced y contó con el apoyo de varias entidades y organizaciones así como de la Provincia de Córdoba y el Instituto Nacional de Cine y Artes Audiovisuales (INCAA).
Filmación del cortometraje "El pozo", dirigida por Teodoro Ciampagna, quien ya fue distinguido anteriormente en dirección por los filmes: "Vecindario" (2014), "Natatorio" (2015), "Planetario" (2016) y en 2020 por "El Pozo". Además, el corto fue premiado por Mejor Producción, Mejor Dirección y Mejor Montaje. El equipo se gana un pase directo al Festival Internacional Filmapalooza 2021. El cortometraje "El Pozo" cuenta con una gran riqueza audiovisual, en la suma de planos y una excelente calidad audiovisual. Es un film de acción y aventuras, muy bien logradas en una historia atrapante y vertiginosa. El montaje es impecable y toma al espectador por sorpresa en cada movimiento de cámara. Las actuaciones se destacan por su poder interpretativo en los personajes compuestos por Sebastian Raspanti, Valeria Beltramo, Ciro Cavo y Marcos Levisman, el elenco completo de "El Pozo".